# Stizolobium platyphyllum
Stizolobium platyphyllum là một loài thực vật có hoa trong họ Đậu. Loài này được (A. Gray) Kuntze miêu tả khoa học đầu tiên năm 1891.